# Água Fria (Bahia)
Água Fria is een gemeente in de Braziliaanse deelstaat Bahia. De gemeente telt 15.328 inwoners (schatting 2009).

## Aangrenzende gemeenten
De gemeente grenst aan Biritinga, Inhambupe, Irará, Lamarão, Ouriçangas, Santanópolis, Sátiro Dias en Serrinha.